# Sanktuarium Królowej Męczenników, Kalwaria bydgoska – Golgota XX wieku

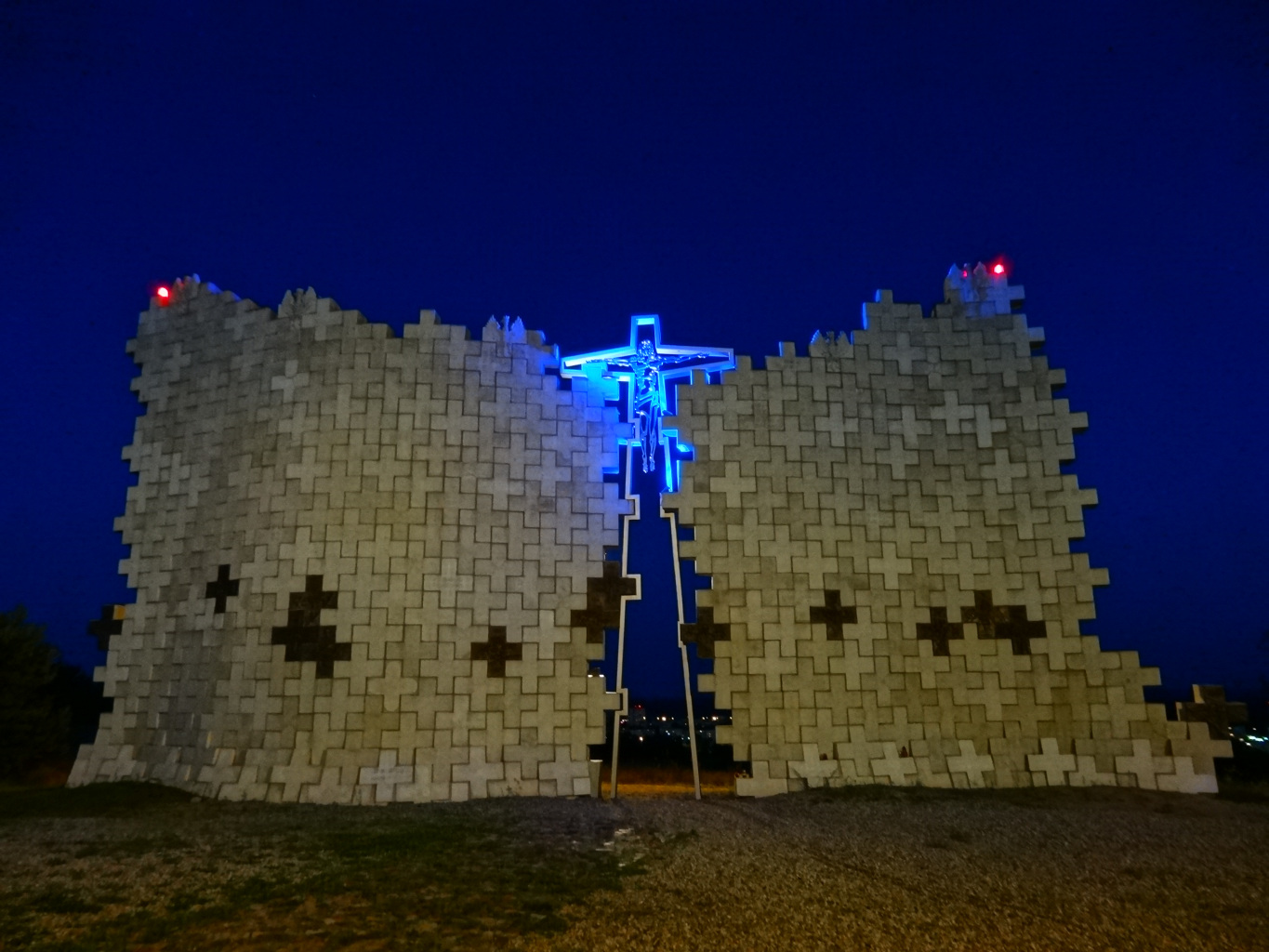
Nocą

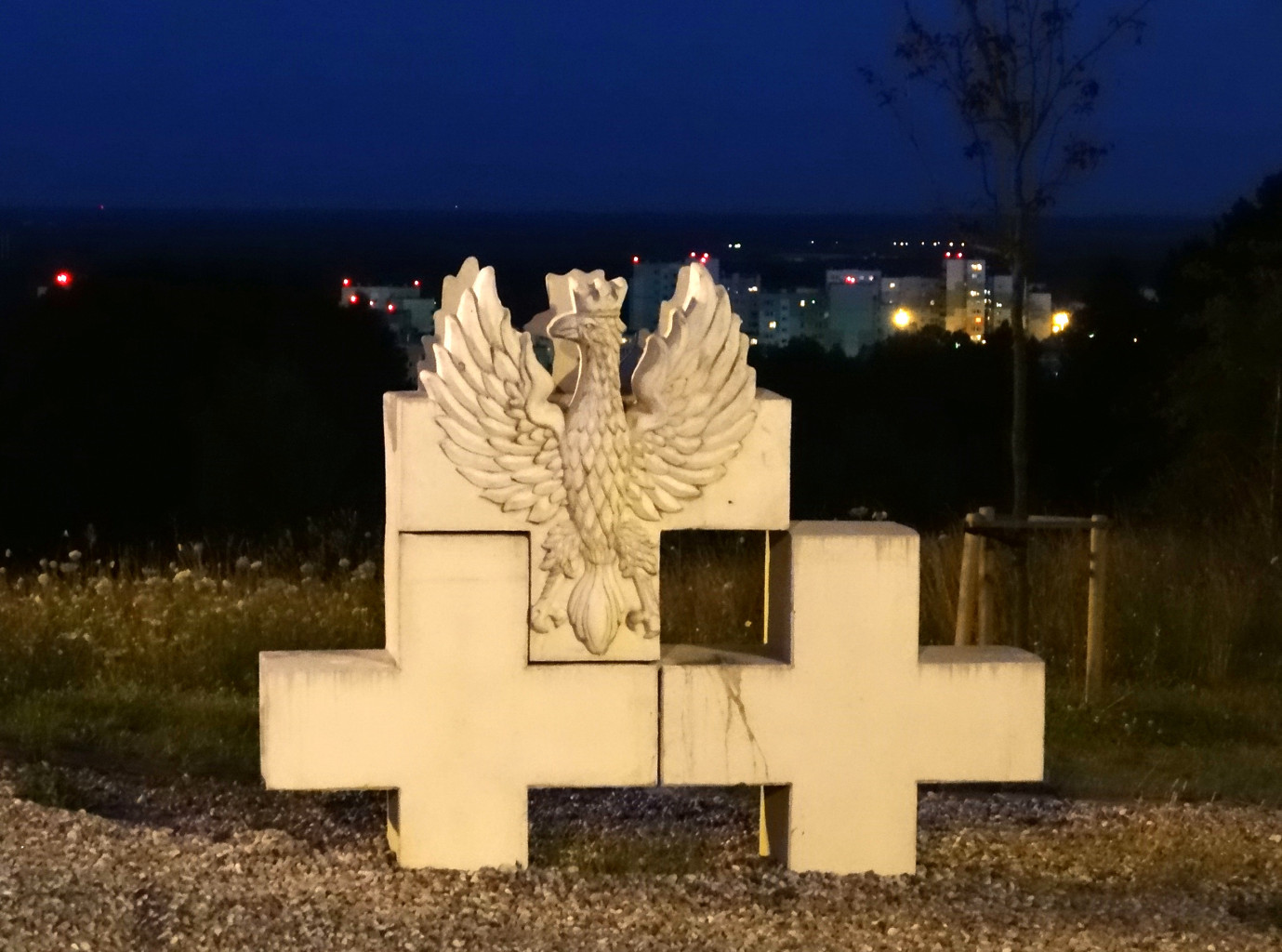
Jeden z krzyży pamiątkowych

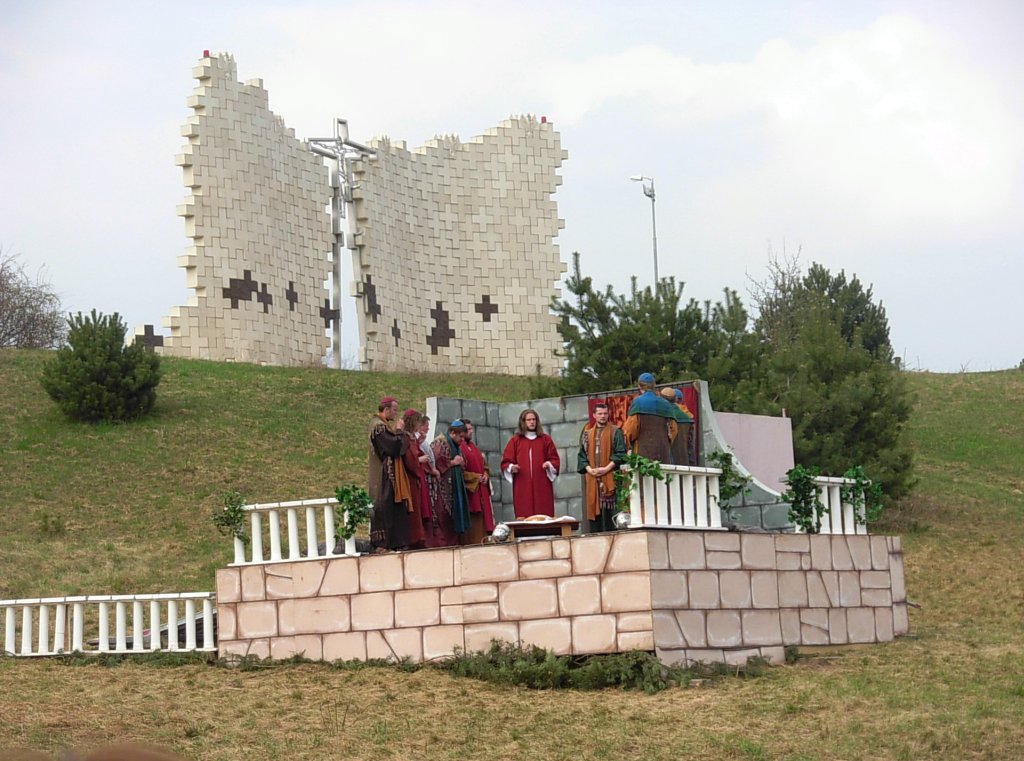
Misterium męki Pańskiej (2011)

Sanktuarium Królowej Męczenników, Kalwaria bydgoska – Golgota XX wieku – katolickie sanktuarium diecezji bydgoskiej znajdujące się w Bydgoszczy, w dzielnicy Fordon.
Sanktuarium zostało erygowane w 7 października 2008 i stanowi je kościół pw. Matki Bożej Królowej Męczenników oraz droga krzyżowa w Dolinie Śmierci.

## Dolina Śmierci
Pomysł wezwania świątyni oraz jej lokalizacja jest formą uczczenia ofiar mordu, jakiego w pobliskiej Dolinie Śmierci dopuścili się jesienią 1939 hitlerowcy. Zginęło tam ok. 1200 Polaków i Żydów, w tym kwiat bydgoskiej inteligencji. W dniu 31 sierpnia 1975 roku odsłonięto na wzgórzu obok miejsca straceń wysoki, widoczny z daleka pomnik. Stylizowane złamane kłosy zboża na wysokich kolumnach przypominają wyciągnięte ku niebu ręce męczenników.

## Kalwaria Bydgoska
Pomysł budowy Drogi Krzyżowej ze stacjami w Dolinie Śmierci powstał z chęci uczczenia tego miejsca kaźni i martyrologii Polaków. Od 1945 istniała tradycja odprawiania w tym miejscu (w listopadzie) nabożeństwa Drogi krzyżowej ku czci zamordowanych. W drugiej połowie lat 90. XX w. grupa osób z parafii Matki Bożej Królowej Męczenników postanowiła wybudować stacje drogi krzyżowej, które miały być symbolem „Drogi na Golgotę XX wieku” ludności Bydgoszczy. Do bardziej zdecydowanego działania zdopingowały pomysłodawców słowa papieża Jana Pawła II, które wygłosił podczas mszy św. w Bydgoszczy 7 czerwca 1999. Nakazał on – w szczególności kościołowi bydgoskiemu – dbać o miejsca pamięci, ubogacać je i pamięć o nich przekazać następnym pokoleniom. Właśnie ten apel był iskrą, która zainicjowała realizację tego przedsięwzięcia.
W wyniku ogólnopolskiego konkursu wybrano projekt rzeźbiarza Jacka Kucaby z Tarnowa. Artysta zaprojektował Kalwarię Bydgoską jako wielosegmentowy pomnik rzeźbiarsko-przestrzenny. 13 stacji Golgoty jest wykonana w formie ok. 2-metrowych krzyży zrobionych ze stali nierdzewnej. Główny monument – stacja XII (śmierć na Krzyżu) ma charakter wysokiej ściany zbudowanej z 716 modułów greckich krzyży o wysokości 12 m i długości 24 m, zwieńczonej wizerunkami polskich orłów. Ściana nawiązuje do Ściany Płaczu w Jerozolimie, a jej najważniejszym elementem jest wizerunek Chrystusa Zwycięskiego w ażurowym krzyżu otoczonym przez mniejsze, symbolizujące męczenników z Doliny Śmierci. Całość kompozycji stanowi rodzaj „bramy do nieba” i jest połączeniem dwóch symboli: cierpienia i zbawienia (krzyża i muru). Płaszczyzna muru jest otwarta, tak aby nowe krzyże mogły wciąż się dołączać, budując mur w nieskończoność. Przez mur można przejść i zobaczyć panoramę Fordonu, co stanowi symbol przekroczenia przeszłości, która dała fundament pod teraźniejszość.
W monumencie są umieszczone urny z prochami i ziemią z miejsc męczeństwa związanych z XX-wieczną historią Polski i Europy (m.in. obozów koncentracyjnych). Jedna ze stron monumentu zawiera sceny prezentujące męczeństwo bydgoszczan, przeciwna - cierpienie narodów świata w burzliwym XX-wieku. Umieszczone na „bramie do nieba” krzyże greckie odlane są z brązu i przedstawiają następujące wizerunki osób i miejsc martyrologii w Europie, Polsce i Bydgoszczy:
- aresztowania Polaków na ul. Gdańskiej w Bydgoszczy, we wrześniu 1939 r.,
- aresztowania Polaków na ul. Parkowej w Bydgoszczy, 8 września 1939 r.,
- egzekucje na ul. Wały Jagiellońskie w Bydgoszczy przeprowadzone 5 września 1939 r.,
- zakładnicy na Starym Rynku w Bydgoszczy, 9 września 1939 r.,
- egzekucje na Starym Rynku w Bydgoszczy przeprowadzone w dniach 9–10 września 1939 r.,
- egzekucje w koszarach na ul. Gdańskiej w Bydgoszczy przeprowadzone w okresie 5 września - 11 listopada 1939 r.,
- egzekucje w Dolinie Śmierci przeprowadzone w okresie 10 października – 11 listopada 1939 r. (zginęło 1200 osób),
- nauczyciele bydgoscy prowadzeni na stracenie w Dolinie Śmierci 1 listopada 1939 r., m.in. Władysław Bieliński, Medart Męczykowski, Antoni Olejnik,
- prezydent Bydgoszczy Leon Barciszewski rozstrzelany przez hitlerowców 11 listopada 1939 r.,
- egzekucje w Tryszczynie przeprowadzone w latach 1939–1940,
- egzekucje w Barbarce k. Torunia przeprowadzone w okresie październik-grudzień 1939 r.,
- egzekucje w Palmirach w latach 1939–1943,
- błogosławiony alumn Bronisław Kostkowski, zamordowany 6 sierpnia 1942 r. w Dachau,
- błogosławiony biskup Michał Kozal, zamordowany 26 stycznia 1943 r. w Dachau,
- błogosławiony ks. Antoni Świadek, zamordowany 25 stycznia 1945 r. w Dachau,
- błogosławiony ks. Franciszek Dachtera, zamordowany 23 sierpnia 1943 r. w Dachau,
- pacyfikacje na Zamojszczyźnie w latach 1942–1943,
- ruiny walczącej i zdradzonej Warszawy – 1944 r.,
- obozy koncentracyjne – Stutthof (1939–1945), Auschwitz-Birkenau (1940–1945), Dachau (1937–1945) i inne,
- dzieci, którym odebrano radość życia i poczucie bezpieczeństwa w hitlerowskich obozach koncentracyjnych, m.in. w Auschwitz-Birkenau, Majdanku, Stutthofie, Treblince, Bełżcu, Pruszkowie, Gross-Rosen, Łodzi, Chełmnie nad Nerem, Sobiborze, Potulicach, Neuengammme, Ravensbrück,
- pogrom Żydów w Wilnie-Ponarach (1941–1944),
- zamordowani Żydzi w gettach w latach 1939–1944, m.in. w Warszawie, Krakowie, Łodzi, Poznaniu, Piotrkowie, Kielcach, Radomiu, Częstochowie, Lublinie, Rzeszowie, Białymstoku,
- ludobójstwo na Kresach Wschodnich w latach 1939–1945,
- golgota Wschodu - deportacje Polaków w latach 1939–1944 do obozów na terenie ZSRR,
- gułag – obozy pracy przymusowej w ZSRR w latach 1923–1987,
- ofiary stalinizmu i komunizmu – ponad 30 mln ludzi.

Poświęcenie pierwszej stacji Drogi Krzyżowej odbyło się w wigilię IV Dnia Papieskiego w 2004. Kolejne stacje oddawano w następnych latach (do 2007). Stanęły one wzdłuż drogi wiodącej Doliną Śmierci, a następnie na wzgórze ku wystawionemu w 1975 pomnikowi. Ostatni, XII przystanek Golgoty, tzw. „Bramę do nieba” zbudowano w 2009 i poświęcono 14 września tego roku przez biskupa bydgoskiego Jana Tyrawę, w obecności Lecha Kaczyńskiego – prezydenta RP, parlamentarzystów oraz władz państwowych i samorządowych w, łączności z obchodami 70. rocznicy wybuchu II wojny światowej.

## Sanktuarium Kalwarii Bydgoskiej Golgoty XX wieku
7 października 2008 w 25-lecie utworzenia parafii, w obecności prymasa Józefa Glempa oraz biskupa bydgoskiego Jana Tyrawy zostało powołane oficjalnie Sanktuarium Królowej Męczenników Kalwaria Bydgoska-Golgota XX wieku.
Tworzą ją: kościół parafialny pw. Najświętszej Maryi Panny Królowej Męczenników i Świętego Jana Pawła II Papieża oraz droga krzyżowa w Dolinie Śmierci. O nadanie statusu sanktuarium od kilku lat starali się parafianie oraz proboszcz fordońskiej parafii.
Wyniesienie kościoła do godności Sanktuarium to pośrednio spełnienie woli papieża Jana Pawła II, które wyraził na mszy św. na lotnisku w Bydgoszczy 7 czerwca 1999.
Sanktuarium „Kalwaria Bydgoska – Golgota XX wieku” jest dziełem ustanowionym w celu kształtowania postaw patriotycznych, religijnych i duchowych poprzez pamięć o męczennikach, bohaterach Bydgoszczy. Realizowane w sanktuarium cele mają charakter religijny, formacyjny, społeczny, poznawczy, edukacyjny i kulturalny.

## Uroczystości
W sanktuarium odbywają się cykliczne uroczystości związane z martyrologią oraz świętami kościelnymi:
- apel poległych (organizowany od 1945 r.),
- Droga krzyżowa (pierwsza niedziela po Dniu Zadusznym, organizowana od 1945 r., w latach stalinowskich potajemnie),
- Misterium męki Pańskiej w Bydgoszczy (Niedziela Palmowa)[6],

Spośród wydarzeń okolicznościowych na wspomnienie zasługuje konsekracja biskupia przeprowadzona 30 kwietnia 2009. Wtedy właśnie w Sanktuarium sekretarz stanu Stolicy Apostolskiej kard. Tarcisio Bertone w obecności licznych biskupów z Polski, Litwy oraz Włoch udzielił święceń biskupich ks. prał. Janowi Pawłowskiemu, nowemu nuncjuszowi w Republice Konga (Brazzaville) i w Gabonie.

## Misteria Męki Pańskiej
Misteria Męki Pańskiej wystawiane są w Dolinie Śmierci od 2001 r. (z wyjątkiem roku 2013, kiedy się nie odbyło ze względu na warunki atmosferyczne) Bydgoszcz należy do stowarzyszenia „Europassion”, które skupia kilkadziesiąt europejskich miast, organizujących misteria. Misterium współtworzą: Stowarzyszenie Katolickiej Młodzieży Akademickiej „Pokolenie”, Diecezjalny Ośrodek Duszpasterstwa Akademickiego „Martyria”, Fundacja „Wiatrak” oraz wspólnoty z Sanktuarium Królowej Męczenników. Co roku przygotowywany jest nowy scenariusz oraz tytuł przewodni, który zwraca uwagę widzów na osobę Chrystusa oraz określony problem poruszony w Ewangelii. W 2009 misterium oglądało około 12 tys. osób, a przygotowywało go 270 aktorów.

## Galeria

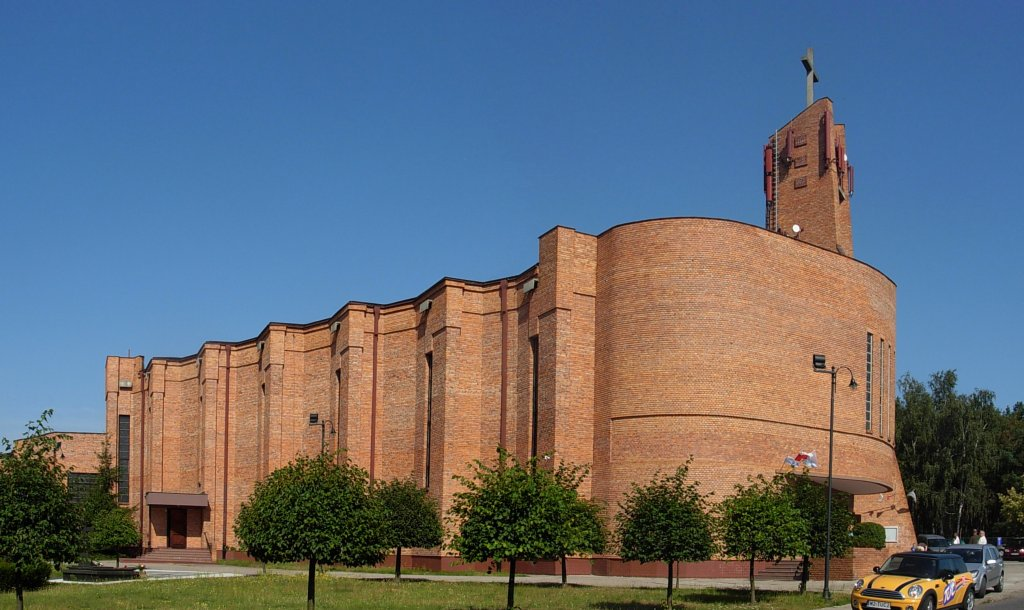
Bazylika-sanktuarium
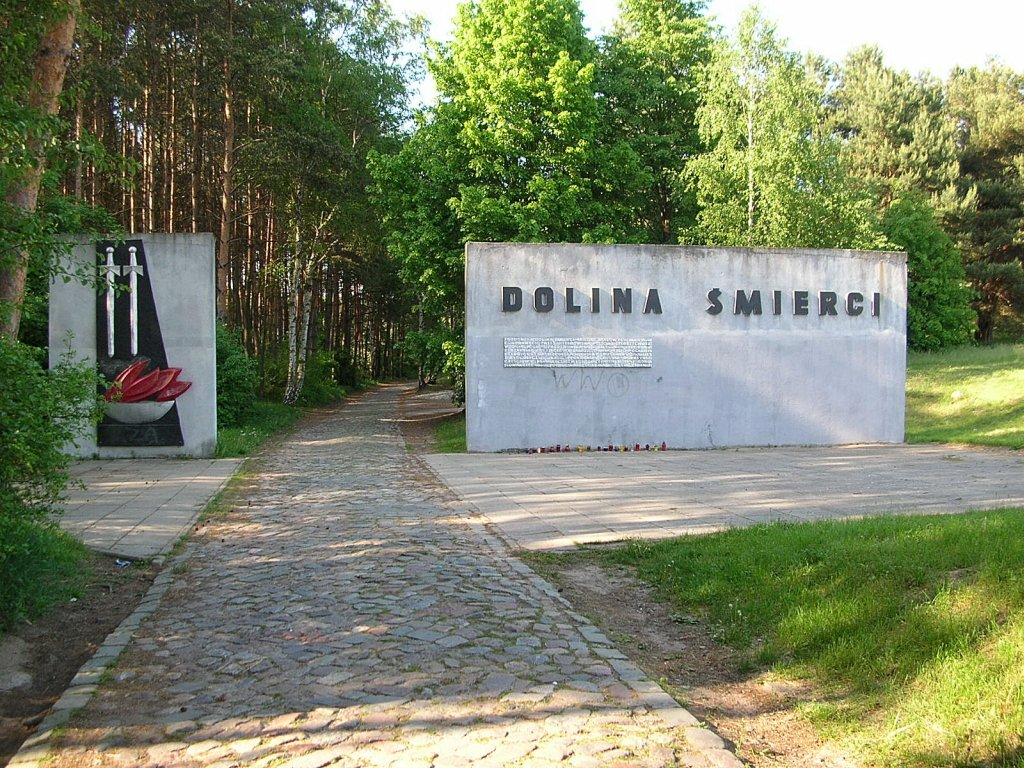
Wejście do Doliny Śmierci
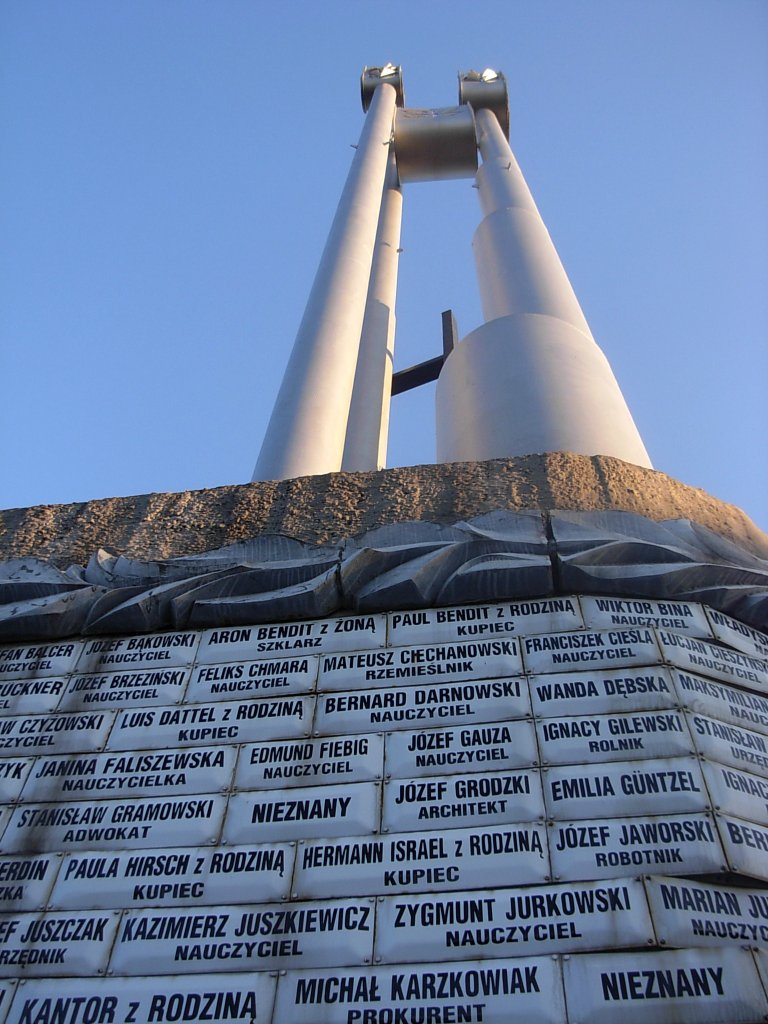
Pomnik ku czci zamordowanych w Dolinie Śmierci
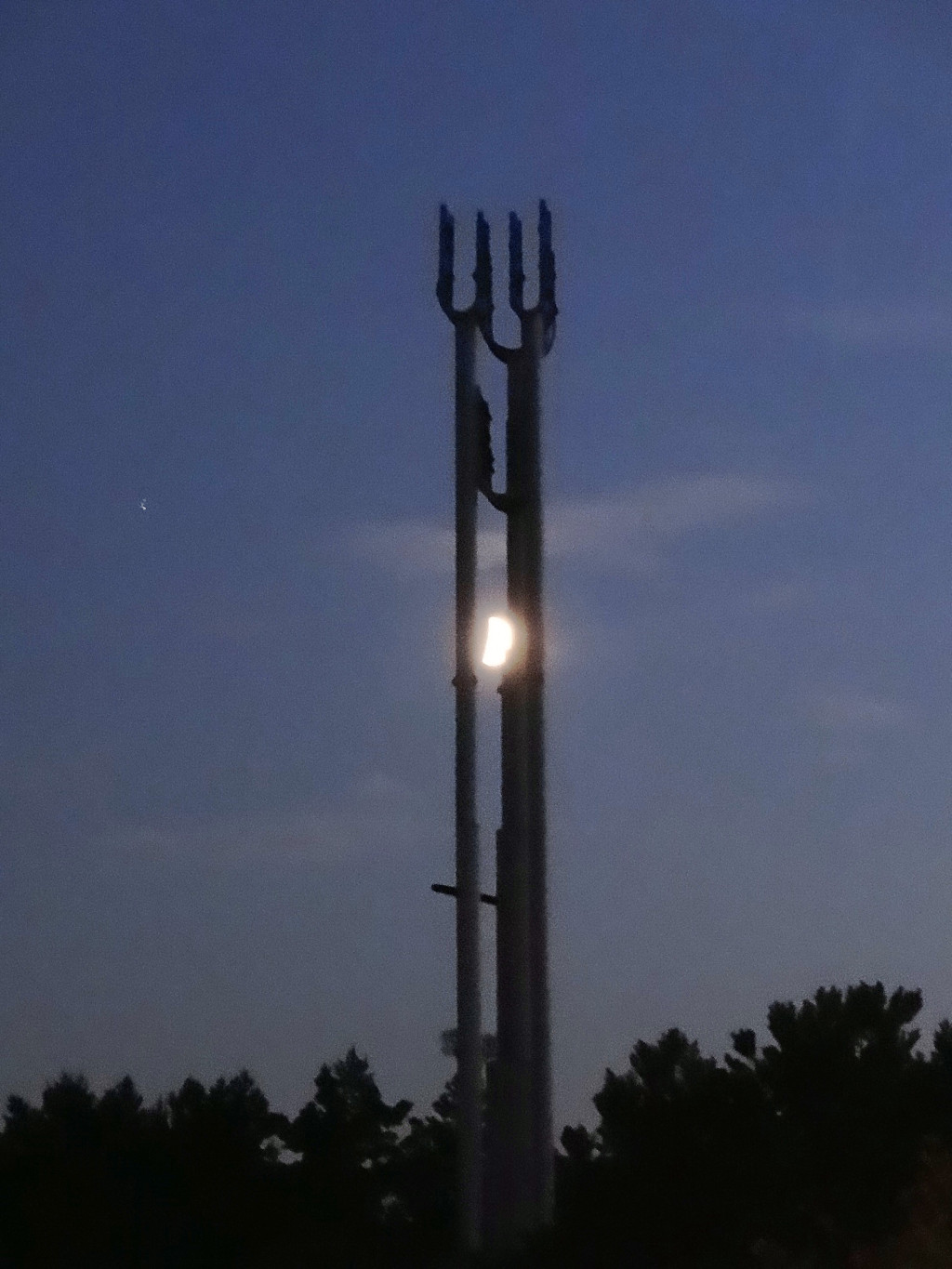
Pomnik nocą
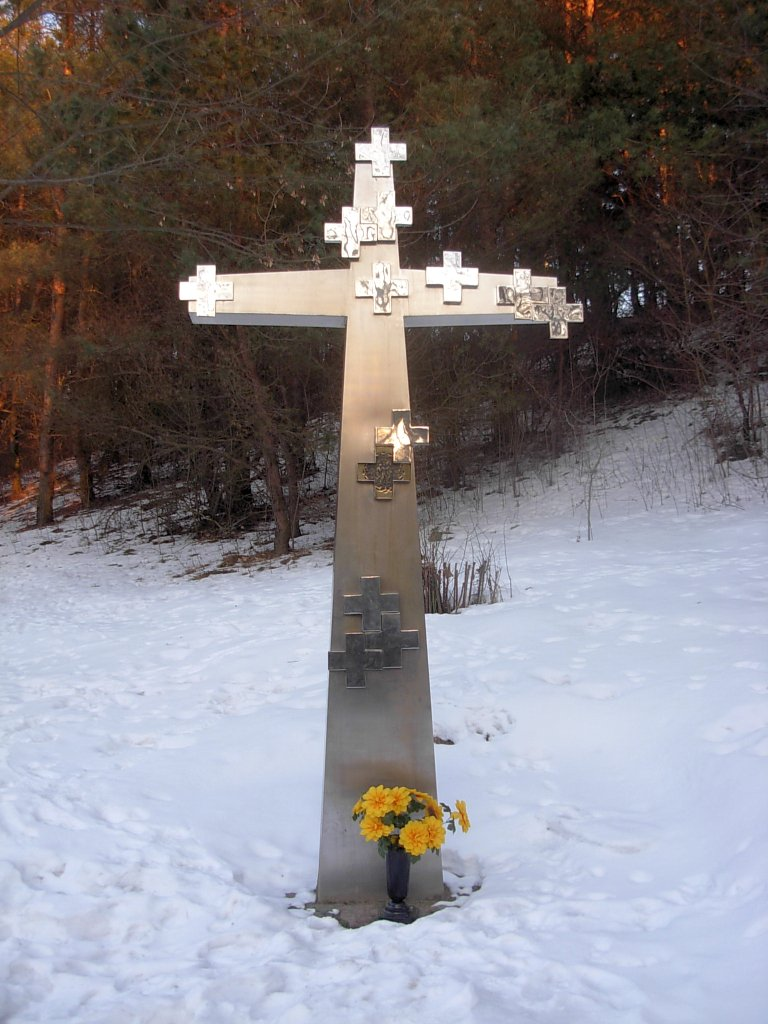
Jeden z krzyży Kalwarii Bydgoskiej
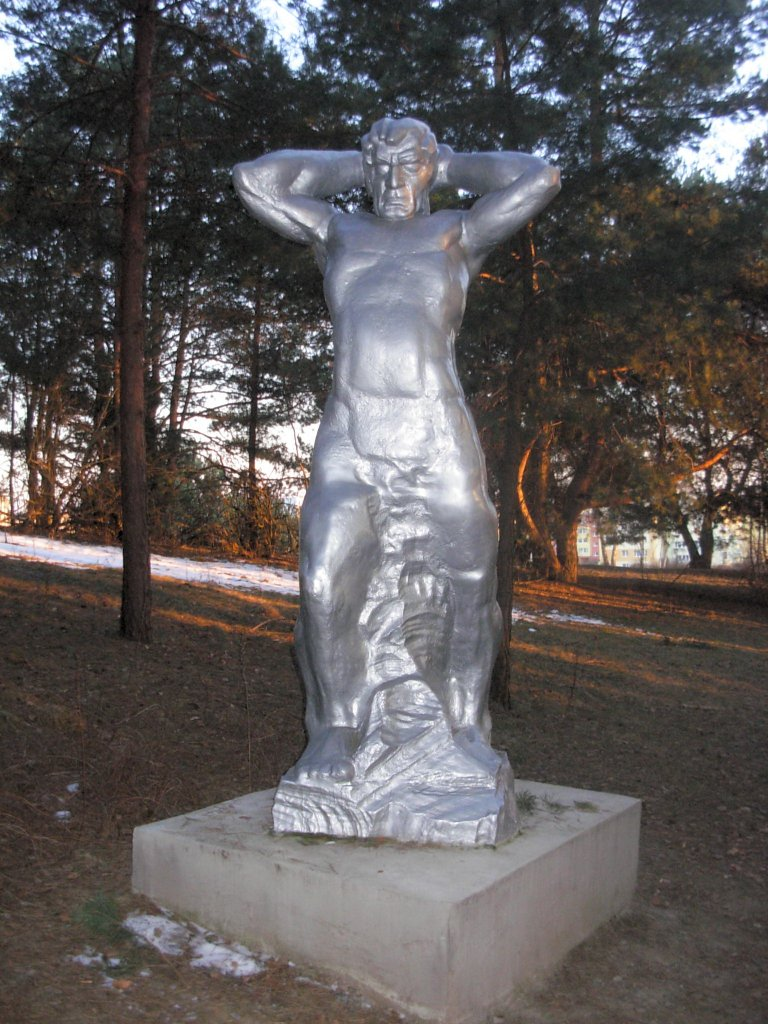
Posąg w Dolinie Śmierci
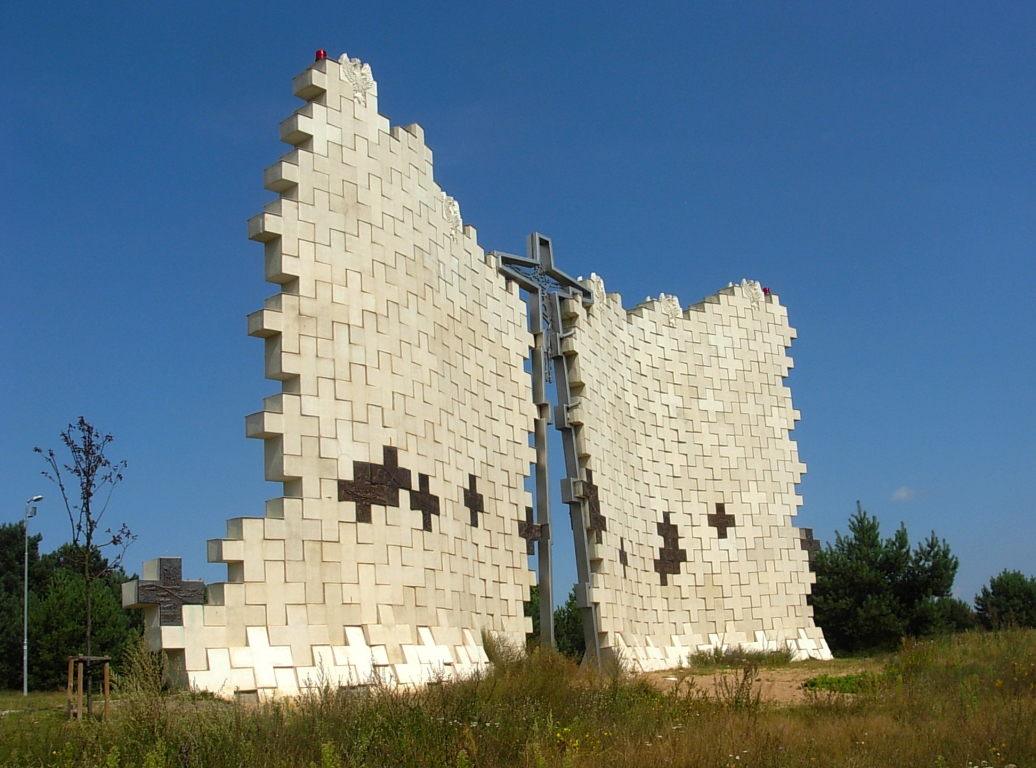
"Brama do Nieba"
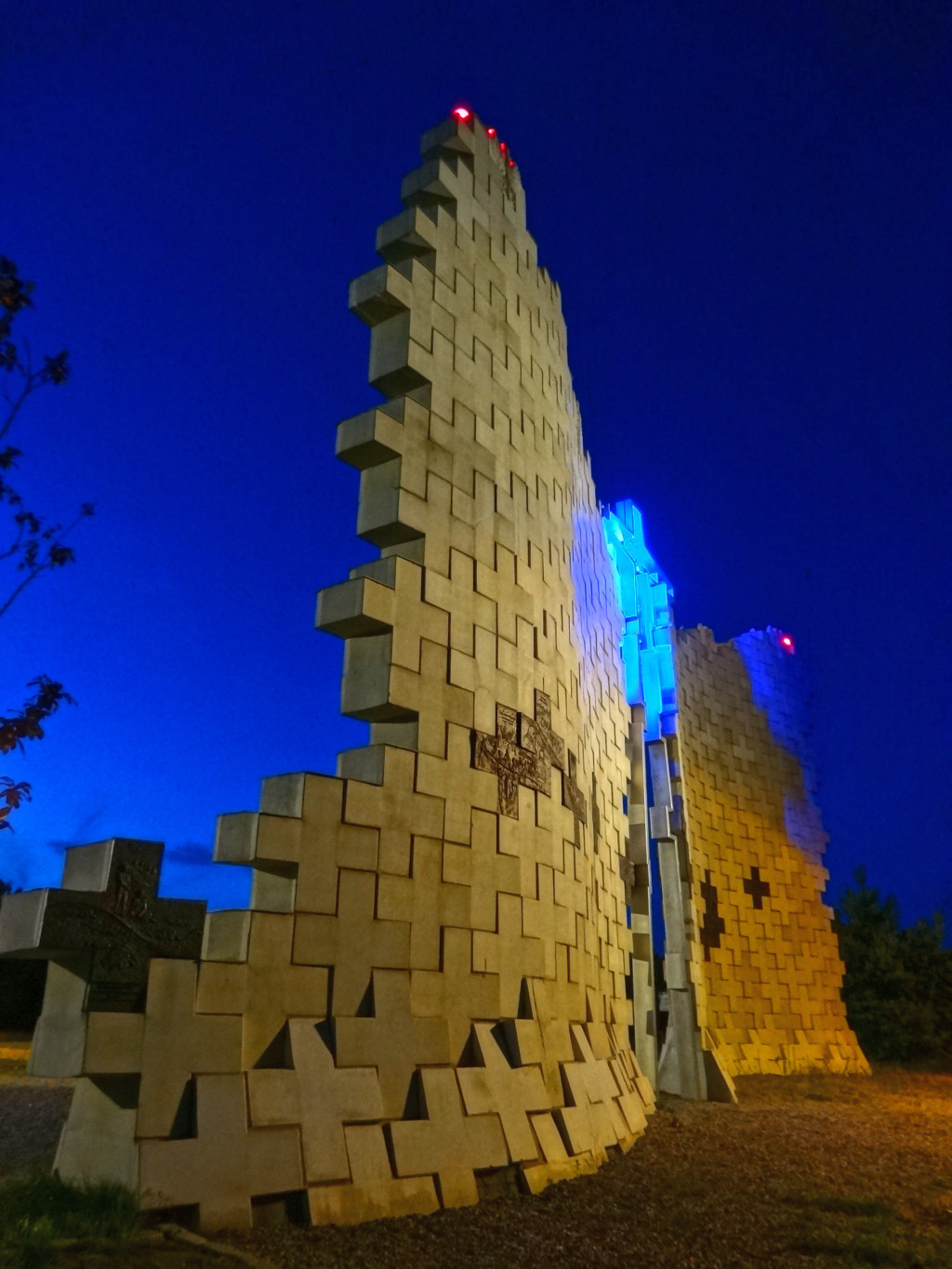
Nocą
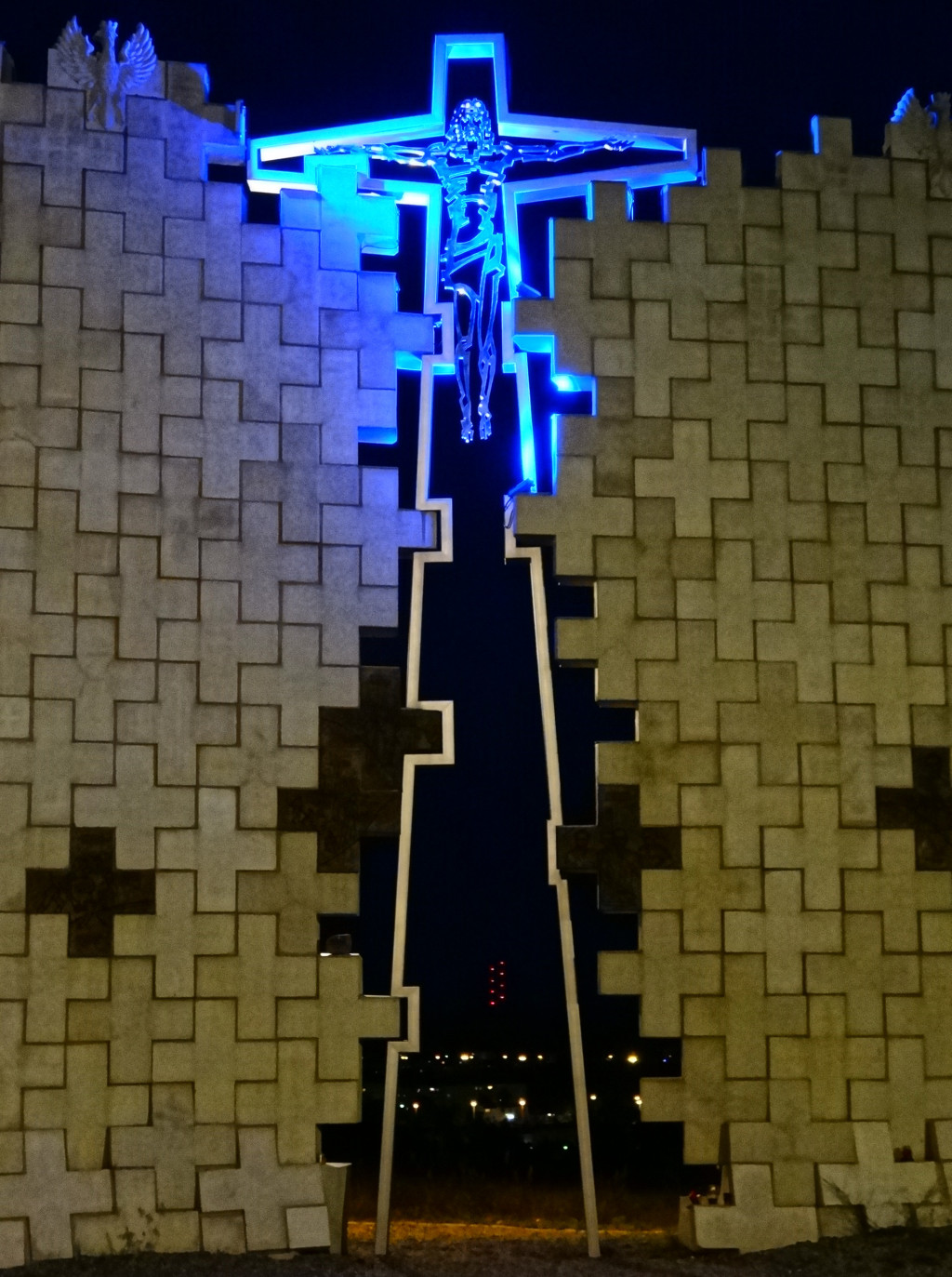
Krzyż
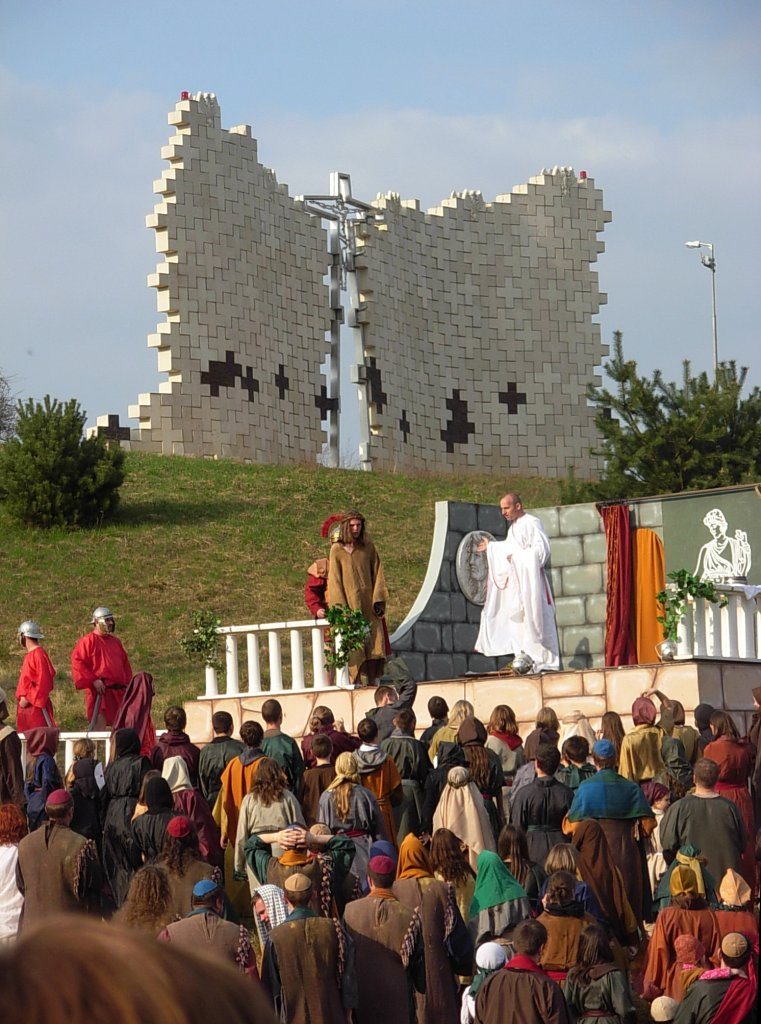
Misterium męki Pańskiej w Bydgoszczy, które odbywa się w parowach Zbocza Fordońskiego, gromadzi co roku ponad 10 tys. widzów
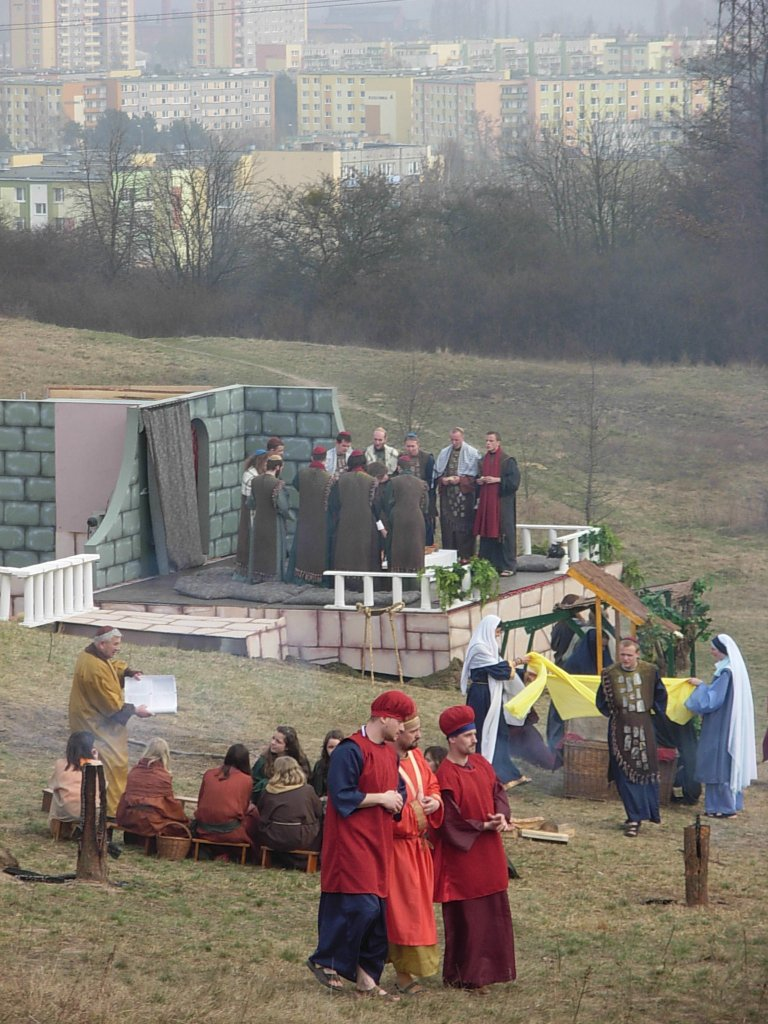
Tematem przewodnim Misterium jest co roku odmienne zagadnienie z Ewangelii